# Tower Colliery

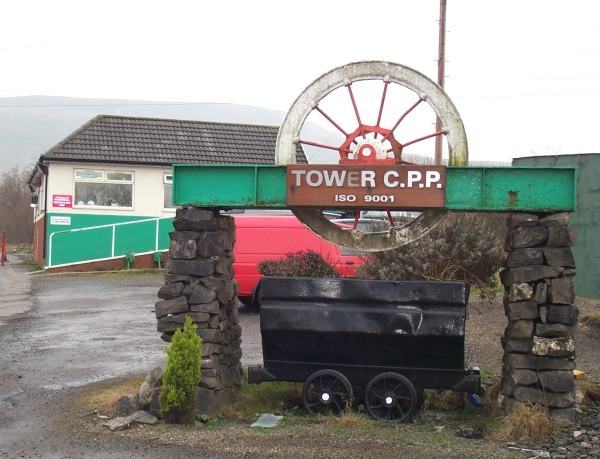
Ein Förderwagen steht vor der Vertriebsstelle der Tower Colliery

Tower Colliery war die am längsten betriebene Kohlezeche in Großbritannien und ist die letzte noch erhaltene Zeche ihrer Art in Südwales. Tower Colliery liegt nördlich der Stadt Aberdare im Rhondda Cynon Taf.

## Geschichte der Zeche
Der Steinkohlenabbau in Tower Colliery begann im Jahre 1805 und ging ununterbrochen bis 1994. 1994 wurde die Zeche aus wirtschaftlichen Gründen zunächst durch die damalige konservative britische Regierung geschlossen.
Später im Jahre 1994 schlossen sich viele der ehemaligen Mitarbeiter unter der Leitung des NUM-Branchenzuständigen Tyrone O’Sullivan zu einer Kooperative zusammen, um die Zeche aufzukaufen. Die Kumpel legten ihre Abfindungen zusammen und nahmen einen Millionenkredit auf. Der Bergbauingenieur Philip Weekes wurde zunächst Berater der Kooperative und später auch als Präsident von Goitre Tower Anthracite, der neugegründeten Betreibergesellschaft, gewählt.
Am 2. Januar 1995 ging die Zeche wieder in Betrieb. In den folgenden Jahren erwirtschaftete die Genossenschaft entgegen den Prognosen Gewinne und stellte neue Mitarbeiter ein. Die Belegschaft wuchs auf 350 Beschäftigte. Die Gewinne wurden unter anderem für die Verbesserung der Arbeitsbedingungen und für Sozialprojekte ausgegeben, der Lohn stieg über den Durchschnittsverdienst für Bergleute. Tower Colliery war bis zur Schließung 2008 einer der größten Arbeitgeber in der Region Cynon Valley.

## Schließung und Zukunftspläne
Nach Erschöpfung der Kohlevorräte wurde die Zeche am 25. Januar 2008 offiziell geschlossen. Ein Teil der Belegschaft wurde von anderen Zechen in Südwales übernommen; das Gelände der Tower Colliery soll – unter anderem – zukünftig als Trainingszentrum für Bergleute, Inspekteure und ähnlich gelagerte Berufe genutzt werden.